# Praça de Toiros de Coruche
A Praça de Toiros de Coruche foi inaugurada a 14 de agosto de 1966, durante as Festas em Honra de Nossa Senhora do Castelo de 1966, ano em que se comemorou os 800 anos da conquista cristã de Coruche.
Após a bênção da nova capela, construída no interior da Praça, e o descerramento de uma lápide evocativa da data pelo Presidente da República, almirante Américo Tomás, decorreu a corrida de toiros inaugural, sob a direção do Sr. Júlio Procópio, em que se lidaram toiros de D. Maria Manuela Andrade Salgueiro e do Dr. Fernando Salgueiro, para os cavaleiros Manuel Conde e Joaquim José Correia e os espadas Óscar Rosmano, José Falcão, Jorge Marques, César Marinho e António Sacramento. As pegas estiveram a cargo dos Forcados Amadores de Montemor.
Inicialmente propriedade da Comissão Construtora, a 16 de agosto de 1971 foi a praça doada a três instituições de beneficência da vila de Coruche: Irmandade de Nossa Senhora do Castelo, Santa Casa da Misericórdia de Coruche e Lar de São José.
A tradição tauromáquica de Coruche é antiquíssima e uma das mais ativas, existindo no concelho várias ganadarias bravas (David Ribeiro Telles, Vale Sorraia, Herdeiros Dr. António Silva e Lopes Branco, Herdeiros) e representantes de todas as profissões ligadas à arte de tourear, desde cavaleiros tauromáquicos e bandarilheiros, além do Grupo de Forcados Amadores de Coruche.

## Núcleo Tauromáquico de Coruche
Em 2005 foi inaugurado o Núcleo Tauromáquico do Museu Municipal de Coruche, espaço museológico dedicado à história da tauromaquia do concelho, cujo primeiro trabalho desenvolvido, foi a produção de um relatório intitulado Inventário do Património Tauromáquico de Coruche. Além da exposição permanente, o Núcleo Tauromáquico já levou a cabo entre outras as exposições António Ribeiro Telles. 25 anos de alternativa, dedicado ao cavaleiro António Palha Ribeiro Telles, António Badajoz, dedicado ao bandarilheiro António Cipriano «Badajoz» e José Simões, toureiro com coração, dedicado ao matador de toiros José Simões.

## Em 2022
Em 2022, serão realizados quatro espectáculos na praça, o primeiro a 23 de Abril, um festival taurino de Sábado de Pascoela, em 28 de Maio, um mano-a-mano inédito, na corrida da FICOR – Feira Internacional da Cortiça, a 24 de Junho, a Corrida Comemorativa do cinquentenário dos Forcados Amadores de Coruche a 17 de Agosto, a Corrida das Festas em Honra de Nossa Senhora do Castelo, com um concurso de ganadarias do Sorraia.

## Em 2023
Em 2023, a Santa Casa da Misericórdia de Coruche, Irmandade de Nossa Senhora do Castelo e Lar São José proprietárias da Praça de Touros de Coruche tornaram público o concurso de adjudicação do taurodromo, para as temporadas tauromáquicas 2023 a 2025.